# JaKönigJa
JaKönigJa ist eine deutsche Pop-Band aus Hamburg.

## Geschichte
JaKönigJa wurden am 6. September 1994 von Jakobus (Ex-Das Neue Brot) und Ebba Durstewitz gegründet. Eine Woche später folgte der erste Auswärts-Auftritt in Augsburg, für den man eigentlich noch Das Neue Brot gebucht hatte.
Kurze Zeit später entdeckte Produzent und Journalist Detlef Diederichsen die Band für sein Plattenlabel MOLL, auf dem im darauffolgenden Frühjahr 1995 das erste, selbstbetitelte Album erschien. Von da an wurden JaKönigJa als Hausband des Hamburger Golden Pudel Club bekannt.
Im Jahr 1997 produzierte Detlef Diederichsen das zweite, abermals selbstbetitelte Album der Band. Dieses wurde, nachdem Diederichsen sich von MOLL getrennt hatte, auf dem eigens gegründeten Label Musikproduktion Detlef Diederichsen veröffentlicht. Es folgten eine Tour und Konzerte mit The High Llamas. 1999 erschien das Album Tiefsee, welches auf Konzerten von einer inzwischen fünfköpfigen Band umgesetzt wurde.

Marco Dreckkötter beim Bandauftritt im Kölner Studio 672 am 14. März 2005

Die darauffolgenden Jahre waren geprägt von Nebenprojekten der Künstler, einigen wenigen Konzerten und der musikalischen Teilnahme an Jens Huckeriedes Filmprojekt The Return of the Tüdelband, bis man sich im Frühjahr 2004 entschloss, das vierte, diesmal selbst produzierte Album Ebba aufzunehmen.
Man veröffentlichte das von der Musikpresse viel gepriesene Werk Anfang 2005 auf dem Label Buback. Dies war auch der Beginn der Zusammenarbeit mit dem Label, die bis heute anhält.
2007 gingen Ebba und Jakobus Durstewitz mit Aufnahmen für ihr fünftes Studioalbum in das Art Blakey Studio von Die Goldenen Zitronen. Gemeinsam mit Mense Reents, der bereits die meisten Lieder auf Ebba abgemischt hat und auf diesem Album als Gastmusiker vertreten war, produzierten und mischten sie das Material. Im Januar 2008 wurde schließlich das Album fertiggestellt, das im April 2008 erschienen ist.
2016 erschien das sechste Album der Band mit dem Titel Emanzipation im Wald. Spiegel Online lobt es als: „…eines der besten deutschsprachigen Alben der vergangenen Jahre“.
2018 gaben JaKönigJa ein Konzert in der Hamburger Elbphilharmonie. Unterstützt wurden sie dabei von ihren ehemaligen Bandkollegen Matthias „Tex“ Strzoda und Johann Popp und Mitgliedern der Jungen Symphoniker Hamburgs.

## Diskografie

### Alben
- 1995: Ja König Ja (Moll, 1997 bei Musikproduktion Detlef Diederichsen)
- 1997: Ja König Ja (Musikproduktion Detlef Diederichsen)
- 1999: Tiefsee (Musikproduktion Detlef Diederichsen)
- 2005: Ebba (Buback)
- 2008: Die Seilschaft der Verflixten (Buback)
- 2016: Emanzipation im Wald (Buback)

### Samplerbeiträge
- Wer weiß? auf Perlen deutschsprachiger Popmusik #2 - Nicht zuhause Mama (Trikont, 1996)
- Geht nicht gut auf Camp imperial (L’Age d’Or, 1996)
- Geht nicht gut auf Bessere Zeiten klingt gut (L’Age d’Or, 1997)
- Bob Dylan auf New Voices Vol 26 (Rolling Stone CD, 1999)
- Een echt Hamborger Jung und Kometenlied auf Return of the Tüdelband (Trikont, 2003)
- Die Stadt im Sommer auf 50 Jahre Popmusik - 1995 Buch und CD (Süddeutsche Zeitung, 2005)
- Diese Schmerzen Muss Du Teilen auf Spex-Heft CD (Spex, 2005)
- Jedes Wort auf Müssen Alle Mit 3 (Tapete, 2005)
- 1-0: É sorte que tivemos sorte auf PlayUp (JUNO-Hamburg, 2006)